# Альбинки
Альби́нки (бел. Альбінкі) — деревня в Барановичском районе Брестской области Белоруссии. Входит в состав Жемчужненского сельсовета. Расположена в 24 км по автодорогам к западу от центра Барановичей, на расстоянии 12 км по автодорогам к западу-юго-западу от центра сельсовета, агрогородка Жемчужный. Невдалеке находится железнодорожная станция Полонка. Население — 8 человек (2023).
На севере к деревне примыкают ряд садовых товариществ: «Урожай», «Химик», «Берёзка».

## История
По переписи 1897 года — деревня в составе Новомышской волости Новогрудского уезда Минской губернии, 9 дворов. В 1909 году в деревне 7 дворов.
После Рижского мирного договора 1921 года — в составе Новомышской гмины Барановичского повета Новогрудского воеводства Польши.
С 1939 года — в составе БССР, в 1940–57 годах — в Новомышском районе Барановичской, с 1954 года Брестской области. Затем — в Барановичском районе. С конца июня 1941 года до июля 1944 года оккупирована немецко-фашистскими войсками.
18 марта 1985 года деревня передана из Полонковского сельсовета во вновь образованный Жемчужненский.

## Население
По состоянию на 1 января 2023 года в деревне проживало 8 человек в 4 хозяйствах, в том числе 0 моложе трудоспособного возраста, 4 — в трудоспособном возрасте и 4 — старше трудоспособного возраста. 
| Численность населения (по переписи) | Численность населения (по переписи) | Численность населения (по переписи) | Численность населения (по переписи) | Численность населения (по переписи) | Численность населения (по переписи) | Численность населения (по переписи) | Численность населения (по переписи) | Численность населения (по переписи) |
| 1897                                | 1909                                | 1921                                | 1939                                | 1959                                | 1970                                | 1999                                | 2009                                | 2019                                |
| ----------------------------------- | ----------------------------------- | ----------------------------------- | ----------------------------------- | ----------------------------------- | ----------------------------------- | ----------------------------------- | ----------------------------------- | ----------------------------------- |
| 88                                  | ↗90                                 | ↘64                                 | ↗71                                 | ↗96                                 | ↘82                                 | ↘39                                 | ↘17                                 | ↘9                                  |